# Monaeses austrinus
Monaeses austrinus là một loài nhện trong họ Thomisidae.
Loài này thuộc chi Monaeses. Monaeses austrinus được Eugène Simon miêu tả năm 1910.